# Chris Appleton
Chris Appleton (Leicestershire, Egyesült Királyság, 1983. június 14.) mesterfodrász, vállalkozó, valamint a Color Wow igazgatója és márkanagykövete. Pályafutása során számos neves magazin címlapján és divatbemutatón dolgozott, valamint olyan hírességek hajstílusáért felelt, mint Jennifer Lopez, Kim Kardashian, Ariana Grande, Dua Lipa és Katy Perry.

## A kezdetek, pályafutása
Appleton már fiatal korában érdeklődést mutatott a hajformázás iránt; mindössze 13 évesen kezdett el dolgozni szalonokban. Tehetsége és elhivatottsága révén hamarosan a divatipar elismert alakjává vált.

## Szakmai sikerei
Munkái megjelentek olyan rangos magazinokban, mint a Vogue, a Harper’s Bazaar, a Vanity Fair, a Marie Claire és a Grazia. Ezenkívül olyan neves divatházak számára is dolgozott, mint a Chanel, a Vivienne Westwood, a Fendi, a Moschino, a Dolce & Gabbana, a Valentino, a Saint Laurent, a Tom Ford és a Burberry. Appleton ismert a trendteremtő stílusairól, például a "glass hair" és az "expensive hair" megjelenésekről.

## Magánélete
Nyíltan vállalja homoszexualitását. 2023. április 24-én elvette Lukas Gage színészt. Korábban Katie Katonnal élt kapcsolatban, akitől két gyermeke született.

## Díjak és elismerések
- Vogue UK – Hair Star cím[5]

## Hírességek, akikkel dolgozott
- Kim Kardashian[6][7]
- Jennifer Lopez[8]
- Ariana Grande[9]
- Katy Perry[6][10]
- Dua Lipa[6][11]
- Rita Ora[12]
- Adele[13]
- Christina Aguilera
- Shakira
- Meghan Trainor
- Jessie J
- Jordin Sparks
- Madonna
- Demi Lovato
- Khloé Kardashian
- Kylie Jenner
- Cara Delevingne
- Gwen Stefani
- Nicki Minaj
- Bebe Rexha
- Jenna Dewan
- Olivia Rodrigo
- Kim Petras
- Camila Cabello[14]
- Zendaya
- Miley Cyrus
- Hailey Bieber
- Ciara
- Fergie
- Anne Hathaway
- Mariah Carey
- Chrissy Teigen
- Lady Gaga
- Billie Eilish
- Gigi Hadid
- Bella Hadid
- Kendall Jenner